# 岩崎町 (横浜市)
岩崎町（いわさきちょう）は、神奈川県横浜市保土ケ谷区の町名。「丁目」のない単独行政地名。住居表示実施済区域。

## 地理
横浜市保土ケ谷区南部に位置し、面積は0.224km2。

## 歴史

### 沿革
- かつての武蔵国橘樹郡程ヶ谷宿の内[5]。
- 1889年（明治22年）4月1日 - 保土ケ谷町、神戸町、岩崎町、岩間町、帷子町、岡野新田が合併し保土ケ谷町が成立する[5]。
- 1927年（昭和2年）
  - 4月1日 - 保土ケ谷町の全域が横浜市に編入される[5]。
  - 10月1日 - 横浜市の区制施行に伴い、岩崎町を含む領域は保土ケ谷区に編入する。
- 1940年（昭和15年）11月1日 - 保土ケ谷町の一部から岩崎町を新設する[5]。
- 1969年（昭和44年）10月1日 - 行政区再編成に伴い旧保土ケ谷区を廃止し、新たに保土ケ谷区へ編入[7]。
- 1992年（平成4年）10月19日 - 霞台の一部と境界を調整[8]。
- 1993年（平成5年）10月18日 - 住居表示実施[5]。同日、初音ケ丘の一部と境界を調整[8]。

## 世帯数と人口
2025年（令和7年）6月30日現在（横浜市発表）の世帯数と人口は以下の通りである。
| 町丁   | 世帯数    | 人口    |
| ------ | --------- | ------- |
| 岩崎町 | 1,335世帯 | 2,540人 |

### 人口の変遷
国勢調査による人口の推移。
| 年                 | 人口  |
| ------------------ | ----- |
| 1995年（平成7年）  | 2,131 |
| 2000年（平成12年） | 2,608 |
| 2005年（平成17年） | 2,650 |
| 2010年（平成22年） | 2,783 |
| 2015年（平成27年） | 2,595 |
| 2020年（令和2年）  | 2,580 |

### 世帯数の変遷
国勢調査による世帯数の推移。
| 年                 | 世帯数 |
| ------------------ | ------ |
| 1995年（平成7年）  | 768    |
| 2000年（平成12年） | 981    |
| 2005年（平成17年） | 985    |
| 2010年（平成22年） | 1,111  |
| 2015年（平成27年） | 1,106  |
| 2020年（令和2年）  | 1,233  |

## 学区
市立小・中学校に通う場合、学区は以下の通りとなる（2024年11月時点）。
| 番・番地等                                                        | 小学校             | 中学校             |
| ----------------------------------------------------------------- | ------------------ | ------------------ |
| 1〜10番、13〜14番 17番1号、17番3号〜最終号 18番22〜33号、19〜39番 | 横浜市立岩崎小学校 | 横浜市立岩崎中学校 |
| 11〜12番、15〜16番 17番2号、18番1〜21号 18番34〜54号              | 横浜市立桜台小学校 | 横浜市立岩崎中学校 |

## 事業所
2021年（令和3年）現在の経済センサス調査による事業所数と従業員数は以下の通りである。
| 町丁   | 事業所数 | 従業員数 |
| ------ | -------- | -------- |
| 岩崎町 | 22事業所 | 173人    |

### 事業者数の変遷
経済センサスによる事業所数の推移。
| 年                 | 事業者数 |
| ------------------ | -------- |
| 2016年（平成28年） | 23       |
| 2021年（令和3年）  | 22       |

### 従業員数の変遷
経済センサスによる従業員数の推移。
| 年                 | 従業員数 |
| ------------------ | -------- |
| 2016年（平成28年） | 134      |
| 2021年（令和3年）  | 173      |

## 交通

### 鉄道
- 東日本旅客鉄道（JR東日本）横須賀線・湘南新宿ライン

## 施設
- 横浜市立岩崎小学校

## その他

### 日本郵便
- 郵便番号 : 240-0015[3]（集配局：保土ヶ谷郵便局[18]）

### 警察
町内の警察の管轄区域は以下の通りである。
| 番・番地等 | 警察署         | 交番・駐在所 |
| ---------- | -------------- | ------------ |
| 全域       | 保土ケ谷警察署 | 花見台交番   |